# Battaglia del crinale di Bazentin
La battaglia del crinale di Bazentin fu uno scontro della prima guerra mondiale, lanciato dalla 4ª Armata britannica all'alba del 14 luglio 1916, che segnò l'inizio della seconda fase della battaglia della Somme. Bollato a priori da un comandante francese come "un attacco organizzato per dilettanti da dilettanti", risultò un "grande successo" per i britannici, in totale contrasto con il primo giorno della Somme. Tuttavia, proprio come in quell'occasione, i britannici non riuscirono a sfruttare il loro vantaggio sulla scia della vittoria, e quando la resistenza dell'esercito tedesco aumentò, iniziò un periodo di sanguinosa guerra di logoramento.

## Preludio
Al termine del 1º luglio, primo giorno della battaglia della Somme, i piani del generale Douglas Haig erano stati scompaginati. A nord della strada Albert-Bapaume l'attacco era fallito completamente, mentre a sud di questa, lungo il 20º Corpo d'armata francese, erano stati presi gli obiettivi di Montauban-de-Picardie e Mametz. Haig decise quindi di concentrare le sue future operazioni a sud. La 4ª Armata del tenente-generale Henry Rawlinson, che al 1º luglio era stata responsabile dell'intero settore britannico, lasciò il settore settentrionale alla British Reserve Army del tenente generale Hubert Gough.
Anche se i britannici avevano sfondato la prima linea di difesa tedesca a nord del fiume Somme, fronteggiavano a quel punto un'intera seconda linea di difese, che si estendevano lungo il crinale di alture dai dintorni di Thiepval a nord ai villaggi di Guillemont e Ginchy a sud. Mentre i britannici erano avanzati a Mametz e Montauban, la seconda postazione correva lungo il crinale di Bazentin su cui sorgevano i villaggi di Bazentin le Petit, Bazentin le Grand e Longueval, quest'ultimo adiacente al bosco di Delville. Questi villaggi divennero gli obiettivi di una nuova offensiva britannica.

### Operazioni preliminari
Nelle due settimane precedenti la battaglia, la 4ª Armata effettuò una serie di operazioni preliminari per preparare la linea da cui sarebbe partito l'assalto al crinale. Queste azioni inclusero la cattura di una serie di obiettivi delle azioni del 1º luglio che non erano stati ancora presi, e mostrarono il terribile prezzo da pagare causato dell'indecisione degli alti comandi britannici.
Il 3 luglio, la 9ª Divisione, riserva del 13º Corpo d'armata britannico il 1º luglio, occupò il bosco di Bernafay, a est di Montauban, mentre la 19ª Divisione prese La Boisselle al secondo tentativo. Un attacco della 12ª Divisione a Ovillers, a nord della strada Albert-Bapaume road, fu invece un insuccesso. Il giorno seguente, la 9ª Divisione occupò il Caterpillar Wood a ovest di Montauban. L'avanzata del 15º Corpo nel bosco di Mametz non fu altrettanto facile. I tedeschi avevano abbandonato il bosco il primo giorno, ma l'avevano rioccupato il 4 luglio, quando i britannici fecero i primi tentativi di prenderlo.
Il 7 luglio fu sferrata una serie concertata di attacchi contro Ovillers, Contalmaison e il bosco di Mametz. La 12ª e la 25ª Divisione fecero piccoli progressi ad Ovillers, ma gli attacchi della 17ª a Contalmaison e della 38ª gallese fallirono. I Gallesi riprovarono il 10 luglio e al secondo tentativo presero il bosco di Mametz, mentre la 23ª Divisione conquistò Contalmaison.
Dal 3 al 13 luglio, la 4ª Armata condusse 46 "azioni" di preparazione per la successiva spinta, che provocarono 25 000 perdite. Rawlinson e Haig sono stati ampiamente criticati per questo approccio frammentario alla battaglia, che spesso logorò più le truppe britanniche di quelle tedesche. Tuttavia, con la cattura di Contalmaison e del bosco di Mametz, la 4ª Armata arrivò in posizione per l'attacco al crinale di Bazentin.

### Pianificazione

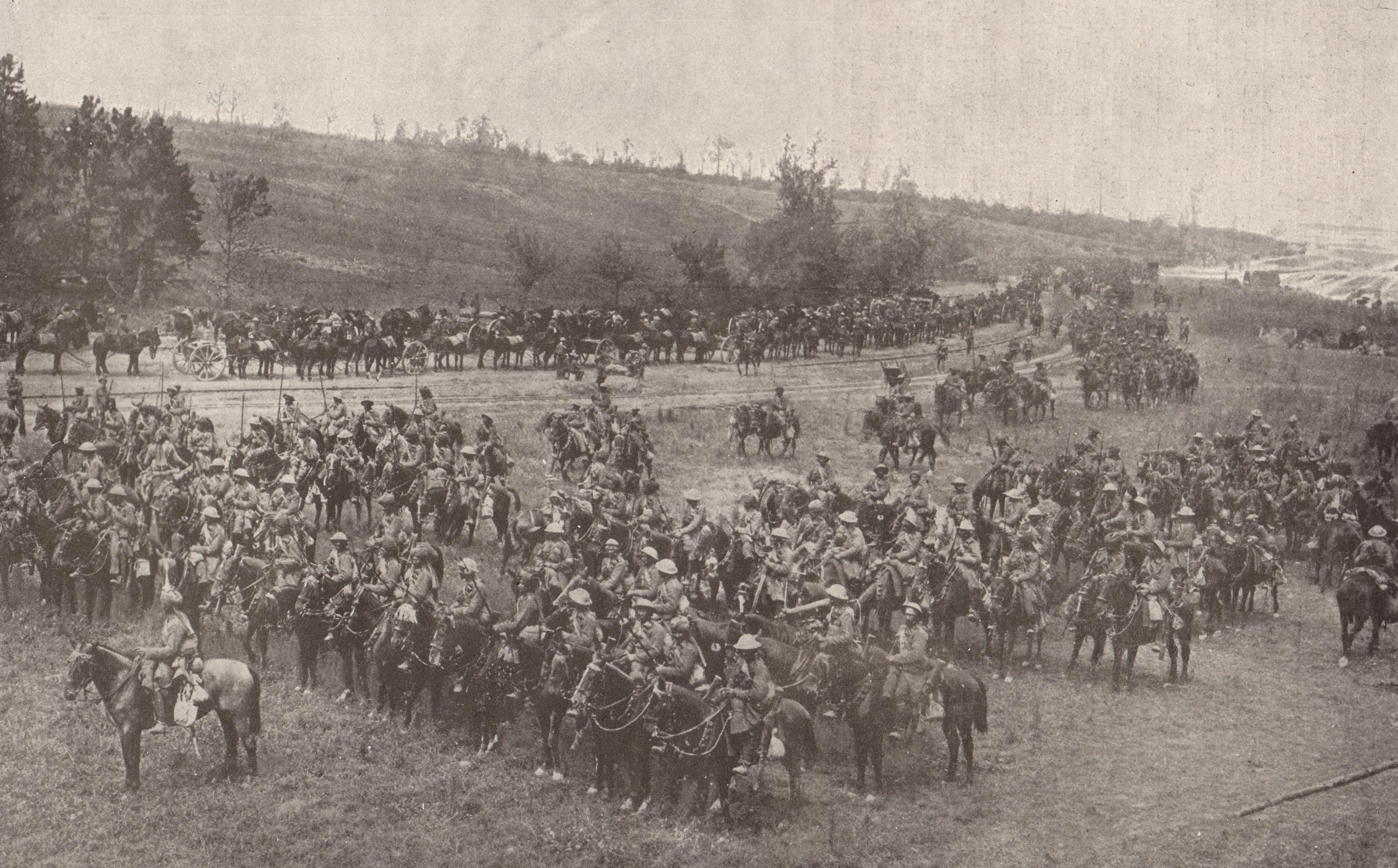
Cavalleria indiana del Deccan Horse durante la battaglia del crinale di Bazentin. Notare le lance impugnate da molti dei cavalieri, che furono effettivamente usate durante una carica avvenuta nella sera del 14 luglio

Il piano per il 14 luglio, studiato da Rawlinson e dal tenente-generale Walter Congreve, comandante del 13º Corpo, ricordava ben poco quello fallito il 1º luglio. L'attacco sarebbe stato condotto da due corpi d'armata: il 15º sarebbe avanzato a sinistra contro Bazentin le Petit e Bazentin le Grand, mentre il 13º avrebbe attaccato Longueval sulla destra. Ciascun corpo si sarebbe mosso all'alba, alle ore 3.25, con due divisioni ciascuno. I battaglioni avrebbero compiuto un'avanzata notturna e si sarebbero addentrati nella terra di nessuno, lunga fino a 1100 m, appiattendosi presso il filo spinato tedesco, pronti a scagliarsi contro le trincee tedesche quando il fuoco sbarramento si fosse concluso.
L'attacco sarebbe stato preceduto da un bombardamento ad uragano, lungo solo 5 minuti. La preparazione dell'artiglieria cominciò effettivamente tre giorni prima, l'11 luglio, ma non fu pesante quanto il 1º luglio e quindi non rivelò così chiaramente l'intenzione britannica di attaccare. Fu curato in particolare il fuoco di controbatteria per eliminare i cannoni tedeschi. Rawlinson disponeva di 950 fra cannoni e obici, due terzi della forza disponibile all'inizio di luglio, ma attaccava su un fronte di soli 5,5 km rispetto ai 20 di prima. Inoltre, la profondità prevista per l'avanzata era inferiore. Di conseguenza, la seconda linea tedesca fu soggetta a una notevole concentrazione di proiettili: in media, su ogni metro di trincea tedesca caddero 330 kg di bombe.
Haig espresse dubbi sul piano, ritenendolo eccessivamente complesso e temendo che una marcia notturna da parte di unità dell'Armata Kitchener avrebbe provocato confusione e disorganizzazione prima ancora dell'inizio dell'attacco. Haig propose un piano alternativo, che prevedeva un attacco dal bosco di Mametz, dove le linee erano più vicine, e poi travolgere il fianco tedesco verso Longueval. Anche se questo piano fu scartato in favore di quello di Rawlinson, Haig dispose che la 18ª Divisione, riserva del 13º Corpo, prendesse comunque possesso del bosco di Trônes all'estremità del fianco destro.

## Attacco all'alba
La sezione della seconda posizione tedesca da Bazentin le Petit a Longueval era tenuta dalla 3. Garde-Division tedesca. Alle 3:20 del mattino, l'artiglieria britannica aprì un intenso fuoco sulle trincee di prima linea. Cinque minuti più tardi, il bombardamento si spostò sulle trincee di riserva in seconda linea, che furono sotto il fuoco per altri due minuti, e la fanteria si lanciò all'attacco. La prima ondata, costituita da squadra di granatieri, doveva dirigersi direttamente nelle trincee di riserva, lasciando alle ondate successivi il compito di ripulire la prima linea. L'effetto sorpresa non fu completo e in alcuni punti le truppe tedesche si opposero ai nemici con fucili e mitragliatrici, ma altrove le guarnigioni furono catturate nei loro rifugi sotterranei. Come già successo il 1º luglio, il filo spinato non era stato tagliato bene ovunque: in certi tratti non pose ostacoli, in altri le truppe attaccanti rimasero intrappolate e fatte a pezzi.

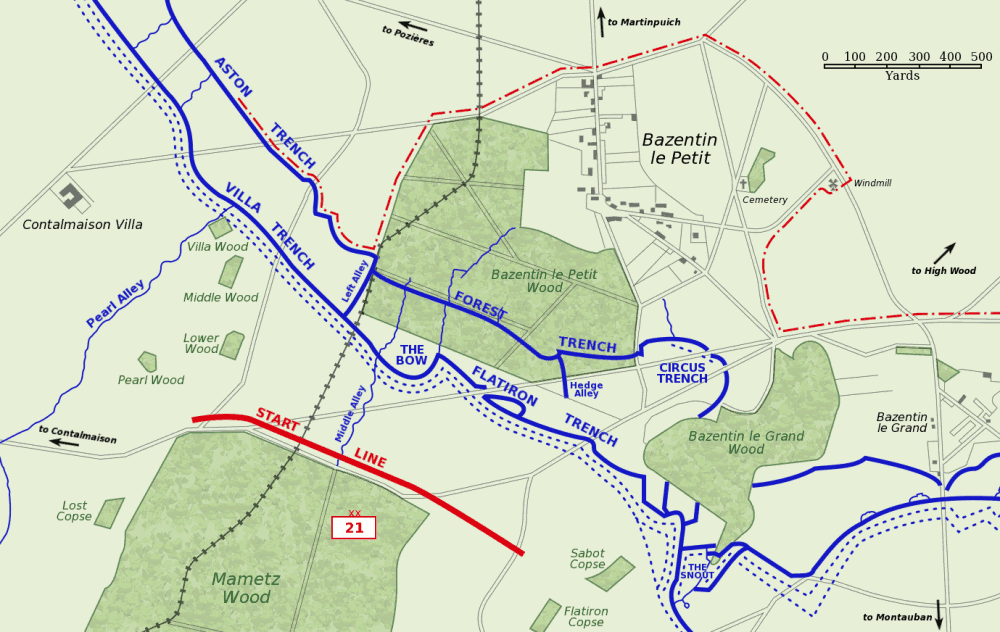
Mappa della seconda posizione tedesca fronteggiante la 21ª Divisione britannica presso Bazentin le Petit, 14 luglio 1916. La linea di partenza della divisione è in rosso. L'area controllata alle 9 del mattino è mostrata dalla linea rossa tratteggiata.

Sul fianco sinistro, la 21ª Divisione britannica attaccò dal bosco di Mametz, attraversando la terra di nessuno in corrispondenza del bosco di Bazentin le Petit. Alla sua destra vi era la 7ª Divisione, anch'essa del 15º Corpo che, dovendo percorrere oltre 900 m di terra di nessuno, si era portata di nascosto a meno di 100 m dal filo spinato tedesco al momento della fine del bombardamento. La 7ª aveva davanti a sé un complesso di trincee tedesche — la Flatiron, la Marlboro e la Snout — oltre le quali era situato il bosco di Bazentin le Grand. Sia la 21ª che la 7ª riuscirono a superare le difese e, a metà mattinata, conquistarono Bazentin le Grand.
Sulla destra vi erano due divisioni del 13º Corpo, la 3ª e, alla sua destra, la 9ª, che conteneva anche la brigata di fanteria sudafricana, in riserva presso Carnoy. Le due unità dovevano attaccare fra Bazentin Le Grand e Longueval; quest'ultima città fu in effetti conquistata dalla 9ª, che si spinse fino al limitare del bosco di Delville antistante il villaggio ma non riuscì a prendere la ridotta tedesca situata in una raffineria di zucchero chiamata "fattoria Waterlot".
Al centro, le cose non andarono bene per la 3ª Divisione, che attaccava da Montauban verso Bazentin le Grand. Il filo spinato era ancora integro e i tedeschi in guardia. Lo sbarramento difensivo lanciato da questi ultimi verso la terra di nessuno mancò i battaglioni d'assalto ma colpì le ondate di supporto. Come esempio delle perdite subite dai britannici, il 7º Battaglione, la King's Shropshire Light Infantry (8ª Brigata) perse 8 ufficiali e 200 membri delle truppe.

### High Wood
Mentre l'avanzata sulla destra proseguiva con lentezza e i tentativi di prendere Longueval continuavano, il 15º Corpo prese il controllo di Bazentin già alle 9 del mattino, il che fece balenare la prospettiva di uno sfondamento. Dal crinale di Bazentin, i britannici avevano in vista a nord-est una stretta valle, che portava a un bosco detto dai francesi "Bois des Foureaux", e che le truppe britanniche chiamarono High Wood ("Bosco Alto"). Al di là del bosco era posta la terza posizione tedesca, ancora incompleta. Non c'era segno dei tedeschi, e spessi strati di grano suggerivano che il terreno fosse ancora in buone condizioni per la cavalleria, nonostante i bombardamenti.
Prima di avanzare, i generali britannici decisero una ricognizione; il brigadier generale Potter della 9ª Brigata (3ª Divisione) e il maggior generale Watts, comandante della 7ª Divisione, si spinsero fino al limitare di High Wood senza che venisse sparato un solo colpo. Il bosco pareva effettivamente essere deserto. Tuttavia, la richiesta rivolta al 15º Corpo di consentire alla brigata di riserva della 7ª Divisione di prender possesso del luogo fu respinta: sarebbe invece stata impiegata la cavalleria.
La 2ª Divisione di cavalleria indiana era stata tenuta pronta per sfruttare lo sfondamento, ma si era accampata a Morlancourt, 6 km a sud di Albert e avrebbe dovuto affrontare il martoriato terreno su cui i britannici avevano combattuto nelle due settimane precedenti. Alla divisione giunse l'ordine di avanzare alle 7.40, ma per mezzogiorno era arrivata solo a Carnoy,  poco dietro la precedente linea del fronte britannico. Alle 12.15, il quartier generale della 4ª Armata comandò alla 7ª Divisione di avanzare, ma l'ordine fu immediatamente revocato perché Longueval non era ancora stata ripulita, e vi era il rischio che i cannoni tedeschi potessero prendere d'infilata la truppe che avessero marciato lungo la valle verso High Wood.
Infine, alle 7 di sera, la cavalleria arrivò. Due reggimenti, il 7th Dragoon Guards e il 20th Deccan Horse, passarono fra Bazentin le Grand e Longueval e caricarono High Wood brandendo le loro lance. L'opportunità di una rapida vittoria era però sfuggita: i tedeschi, ripresisi dallo shock subìto al mattino e tornati a infiltrarsi nel bosco, accolsero gli assalitori a colpi di artiglieria e mitragliatrici. Così descrisse la scena il sottotenente F.W. Beadle, un ufficiale di osservazione per l'artiglieria che fu testimone della carica:
(Autore, Titolo-opera)
Nonostante questo, i reggimenti di cavalleria raggiunsero il bosco, uccidendo un certo numero di nemici e prendendo 32 prigionieri. Tennero la posizione la notte fra il 14 e il 15, ma non giunsero rinforzi: il resto della 2ª Divisione di cavalleria indiana aveva ricevuto l'ordine di tornare nei bivacchi. Il mattino seguente si ritirarono anche le Dragoon Guards ed i Deccan Horse.
Nel frattempo, la 33ª Divisione, riserva del 15º Corpo, aveva iniziato ad avanzare via Fricourt alle ore 14, raggiungendo il crinale di Bazentin nel momento in cui giungeva la cavalleria. La divisione aveva l'ordine di superare la 21ª il giorno successivo e continuare l'avanzata. Quella notte, la situazione divenne confusa, poiché i comandanti credevano che High Wood fosse stato preso. La 100ª Brigata della 33ª Divisione ricevette l'ordine di "consolidare", ma mentre cercava di scavare trincee presso la punta meridionale del bosco, divenne fin troppo chiaro al comandante che il luogo non era stato catturato.
Tuttavia, il 15 luglio, alla 100ª Brigata fu ordinato di mettersi in formazione attraverso la valle, con fronte a nord e High Wood sul fianco destro, e procedere verso Martinpuich. Le proteste dell'unità furono ignorate e l'attacco fu scagliato alle 9, dopo mezz'ora di bombardamento preliminare. Con le truppe britanniche prese d'infilata dalle mitragliatrici tedesche nel bosco, l'azione fallì. Una compagnia del 16º Battaglione, i King's Royal Rifle Corps (la Church Lads Brigade, battaglione Pals), aveva il compito di "ripulire" High Wood a supporto dell'avanzata, ma dei 200 uomini che entrarono nel bosco, solo 67 ne uscirono.

## Conseguenze
La 4ª Armata Britannica pagò a caro prezzo il non aver sfruttato le opportunità create il 14 luglio. Ci sarebbero voluti altri due mesi di dura guerra di logoramento prima che High Wood fosse catturato. Dopo la perdita del crinale di Bazentin, le truppe tedesche costruirono una "trincea di scambio", nota come la "Switch Line", per collegare la loro seconda posizione presso Pozières con la terza linea che stavano costruendo sul crinale successivo. La Switch Line correva attraverso la punta settentrionale di High Wood, cosicché trincea e bosco dovevano essere catturati contemporaneamente. Ciò avvenne solo il 15 settembre, nella battaglia di Flers-Courcelette avvenuta il 15 settembre.
Una situazione simile si sviluppò nel bosco Delville, che sarebbe passato di mano numerose volte nel mese successivo. Sfondata la linea tedesca, l'attenzione dei britannici si volse ai fianchi. Sulla destra, era necessario catturare i villaggi di Guillemont e Ginchy per portare le truppe francesi in linea. A sinistra, la fortificazione tedesca di Pozières proteggeva la seconda posizione, a nord della strada Albert-Bapaume.
Con l'attacco all'alba del 14 luglio, sembrava che i britannici avessero scoperto la giusta formula per combattere le battaglie di una guerra di trincea, ma i combattimenti successivi mostrarono che le lezioni non erano state imparate. Il successivo attacco della 4ª Armata, portato da sei divisioni nella notte fra il 22 e il 23 luglio, finì in un completo disastro. Gli attacchi furono scoordinati, la preparazioni di artiglieria inadeguata e i tedeschi, memori delle lezioni apprese, avevano adottato un sistema di difesa più flessibile, abbandonando il metodo del concentrare i difensori in una trincea di prima linea.